# 004 Fluidity
004 Fluidity (reso graficamente come #004 Fluidity) è il settimo EP del musicista italiano Dardust, pubblicato il 23 settembre 2022 dalla Masterworks.

## Descrizione
Il disco rappresenta l'ultimo dei quattro EP distribuiti dall'artista come anticipazione al suo quinto album Duality e contiene i brani Fluid Love e Komorebi (luce che filtra tra le foglie degli alberi), entrambi estratti come singoli nelle settimani antecedenti.

## Tracce
1. Fluid Love – 5:04
2. Komorebi (luce che filtra tra le foglie degli alberi) – 2:48

## Formazione
Hanno partecipato alle registrazioni, secondo le note di copertina di Duality:
Musicisti
- Dario Faini – voce, elettronica, sintetizzatore, programmazione e dubbing (traccia 1), pianoforte (traccia 2)
- Vanni Casagrande – elettronica, sintetizzatore e programmazione (traccia 1)
- Enrico Gabrielli – flauto traverso, sassofono e clarinetto basso (traccia 1)
- Amedeo Nan – chitarra elettrica (traccia 1)
- Matteo Castiglioni – sintetizzatore e tastiera (traccia 1)
- Maurizio Gazzola – basso elettrico (traccia 1)
- Marco Falcon – batteria (traccia 1)
- Giovanni Ferrazzi – programmazione ed elettronica (traccia 1)
- Nother – dubbing intro e outro (traccia 1)

Produzione
- Dardust – produzione
- Taketo Gohara – supervisione artistica (traccia 1), produzione (traccia 2)
- Niccolò Fornabaio – registrazione (traccia 1)
- Federico Slaviero – assistenza tecnica (traccia 1)
- Irko – missaggio (traccia 1)
- Giovanni Versari – mastering (traccia 1)
- Davide Dell'Amore – assistenza alla registrazione (traccia 2)
- Francesco Donadello – missaggio (traccia 2)
- Egidio Galvan – mastering (traccia 2)